# 五种姓
五種姓，佛教術語，或作五種性，簡稱五性。指無始時來的一切有情可分為五類的種性：菩薩種姓、緣覺種姓、聲聞種姓、不定種姓、無種姓。

前三種：聲聞種姓、緣覺種姓、如來種姓是三乘種姓；不定種姓則指於三乘的種姓尚未決定；無種姓者，則指於三乘佛法的善根皆尚未成熟，尚無緣於三乘菩提故。

這種有情的分類方法，是基於有情原本既有的菩提種子之差別而分(代表有情在過去無量劫以來的熏習)，乃是相對於今時、後時因值遇善知識德聞修佛法而有之新熏種子而言。這裡所說的「種姓」，並非一般所說代表印度不同社會階級的種姓制度之種姓，而是指的是有情的法種根器差別，故常作種性。